# Куяшкіно
Куя́шкіно (рос. Куяшкино, башк. Ҡояш) — присілок у складі Кармаскалинського району Башкортостану, Росія. Входить до складу Сахаєвської сільської ради.
Населення — 78 осіб (2010; 57 в 2002).
Національний склад:
- татари — 60 %
- башкири — 31 %